# Роберт Кальдербанк
Роберт Кальдербанк (англ. Robert Calderbank; народився 28 грудня 1954) — американський вчений, професор інформатики, електротехніки та математики, а також директор інформаційної ініціативи Дюкського університету.

## Навчання
Він отримав ступінь бакалавра у Ворицькому університеті в 1975 році, а потім — магістра в Оксфордському університеті у 1976 році. Ступінь доктора філософії (PhD) ним була здобута в Каліфорнійському технологічному інституті у 1980 році. Всі вони — з математики.

## Наукова діяльність
Роберт Кальдербанк приєднався до лабораторії Белла (англ. Bell Labs) у 1980 році, а пішов у відставку з AT&T Labs у 2003 році з посади віце-президента з досліджень Інтернету та мережевих систем. Потім він переїхав до Принстонського університету, де обійняв посаду професора електротехніки, прикладної та обчислювальної математики, перш ніж перейти до Дюкського університету в 2010 році. Тут він працює на посаді декана природничих наук.
Його внесок у теорію кодування та теорію інформації був визнаний товариством Theory of Theory Society в 1995 і 1999 роках. 
Саме в цей час Роберт Кальдербанк у лабораторії Белла, спільно відкрив кодування просторово-часового коду. Він був обраний до Національної інженерної академії США у 2005 році, а також став стипендіатом Американського математичного товариства в 2012 році і був нагороджений медаллю Річарда Геммінга  у 2013 році, а також премією «Клод Енн Шеннон» за 2015 рік.

## Родина
Роберт Кальдербанк одружений з Інгрід Добеші.